# قبرستان قدیمی اسلام‌آباد
قبرستان قدیمی اسلام‌آباد مربوط به دوره قاجاریه است و در شهرستان ارسنجان، بخش مرکزی، دهستان علی‌آباد ملک، ۳ کیلومتری جنوب روستای اسلام‌آباد واقع شده و این اثر در تاریخ ۱۷ خرداد ۱۳۸۵ با شماره ثبت ۱۵۴۸۸ به عنوان یکی از آثار ملی ایران به ثبت رسیده است.